# Faustino Perisauli
Faustino Perisauli (Tredozio, 1450 – Rimini, 2 dicembre 1523) è stato un umanista italiano.
Ecclesiastico, fu cortigiano e precettore nella famiglia di Francesco Colonna, signore di Palestrina, umanista anch'egli (secondo taluni autore della Hypnerotomachia Poliphili).
In questo periodo scrisse il De honesto appetitu, che si ispira alla filosofia epicurea del suo protettore e amico.

## IlDe triumpho stultitiae
L'opera più famosa di Perisauli è il De triumpho stultitiae, un poemetto in esametri latini edito postumo nel 1524, che secondo Alberto Viviani e Giannino Fabbri egli compose tra il 1480 e il 1490 e che presenta straordinarie somiglianze con l'Elogio della follia (Moriae encomium o Stultitiae laus), scritto da Erasmo da Rotterdam nel 1509 e pubblicato nel 1511.
Già Giovanni Papini aveva notato che l'opera del Perisauli "ricorda nella generale intelaiatura l'operetta Erasminiana". Non è possibile affermare se Erasmo conobbe il Perisauli e il suo poemetto, anche se fu in Italia fra il 1506 e il 1509. È certo tuttavia, dalla comparazione dei testi, che Erasmo elaborò da par suo e con arte eccellente il tema del De triumpho stultitiae, i cui motivi e frasi pittoresche sembrano riaffiorare nell'opera di Erasmo. Indubbiamente il piccolo e gracile (così ci viene descritto dai contemporanei) prete di Tredozio ebbe il barlume del senso di universalità prima di Erasmo e lo ebbe con piacevole arguzia.
L'opera fu interamente ristampata circa un secolo dopo, da Antonio Ulmus, medico patavino, nella sua Physiologia barbae umanae, edita in folio a Bologna nel 1603.

## Edizioni
- Perisauli Faustini Tradocii, De honesto appetitu. Faustinus Terdoceo, De triumpho stultitiae, Arimini, typis Hieronymi Soncini, [1524] (editio princeps del De triumpho stultitiae).
- Faustino Perisauli, De triumpho stultitiae, con introduzione di Alberto Viviani e note di Giannino Fabbri, Firenze, Il Fauno Editore, 1963.